# 西港战役
西港战役（英語：Battle of Westport），有时被称为“西部的葛底斯堡战役”（英語："Gettysburg of the West"），是美国南北战争的一场战役，于1864年10月23日发生于今天的密苏里州堪萨斯城。塞缪尔·柯蒂斯少将指挥下的联邦军决定性地击败了斯特林·普莱斯少将指挥的寡不敌众的联盟军。这次交战是普莱斯的密苏里远征的转折点，迫使他的军队撤退。这场战役是密西西比河以西的最大的一场交战，一共有3万多人参与作战，终结了南军在密西西比河以西战场上的最后一次重大攻势。从此直到战争结束，联邦军对密苏里州的大部分地区保持了稳固的控制。

## 西港
西港是今天密苏里州堪萨斯城的一部分。1834年，被称为“堪萨斯城之父”的约翰·卡尔文·麦考伊（John Calvin McCoy）为西港作了规划设计。沿着俄勒冈小径，加利福尼亚小径和圣达菲小径去往西部的先驱者们都要经过这里。西港因此逐渐取代附近的独立城，成为西进之路的“起点”，慢慢繁荣起来。
内战期间，附近的堪萨斯城（当时称为堪萨斯镇）是联邦“边界区”的总部，并驻扎了相当数量的联邦部队。早在1864年，联邦和同盟军就在西港发生过冲突。尽管堪萨斯城的发展逐渐盖住了西港小镇的光芒，但西港在该地区仍具有一定的重要性。然而，事实证明，选择这里作为战场是一连串事件的结果，与小镇本身所具有的任何战略重要性都没有关系。

## 普莱斯的远征
1864年9月，斯特林·普莱斯（Sterling Price）带领密苏里军进入密苏里州，希望将它并入邦联，并让北方人民在1864年的总统大选中反对亚伯拉罕·林肯。指挥密苏里州军区的联邦少将威廉·罗斯克拉恩斯（William S. Rosecrans）开始集结部队以击退入侵之敌。罗斯克拉恩斯的骑兵在普赖森顿（Alfred Pleasonton）少将的带领下，与一大股由安德鲁·史密斯（Andrew J. Smith）带领的一支从田纳西军分配过来的步兵一起，向普莱斯发起追击。
在戴维森堡战役失败后，普莱斯意识到，圣路易斯防御太强，而自己的部队规模又太小（12,000人），于是他转头向西，向密苏里首府杰斐逊城发起了威胁。在那里进行了小规模战斗后，普莱斯认为这个目标也太坚固了，便继续向西移向莱文沃思堡。在进军的过程中，疾病、逃兵再加上战场上的损失使普莱斯的兵力减少至8,500人。

## 联邦的回应

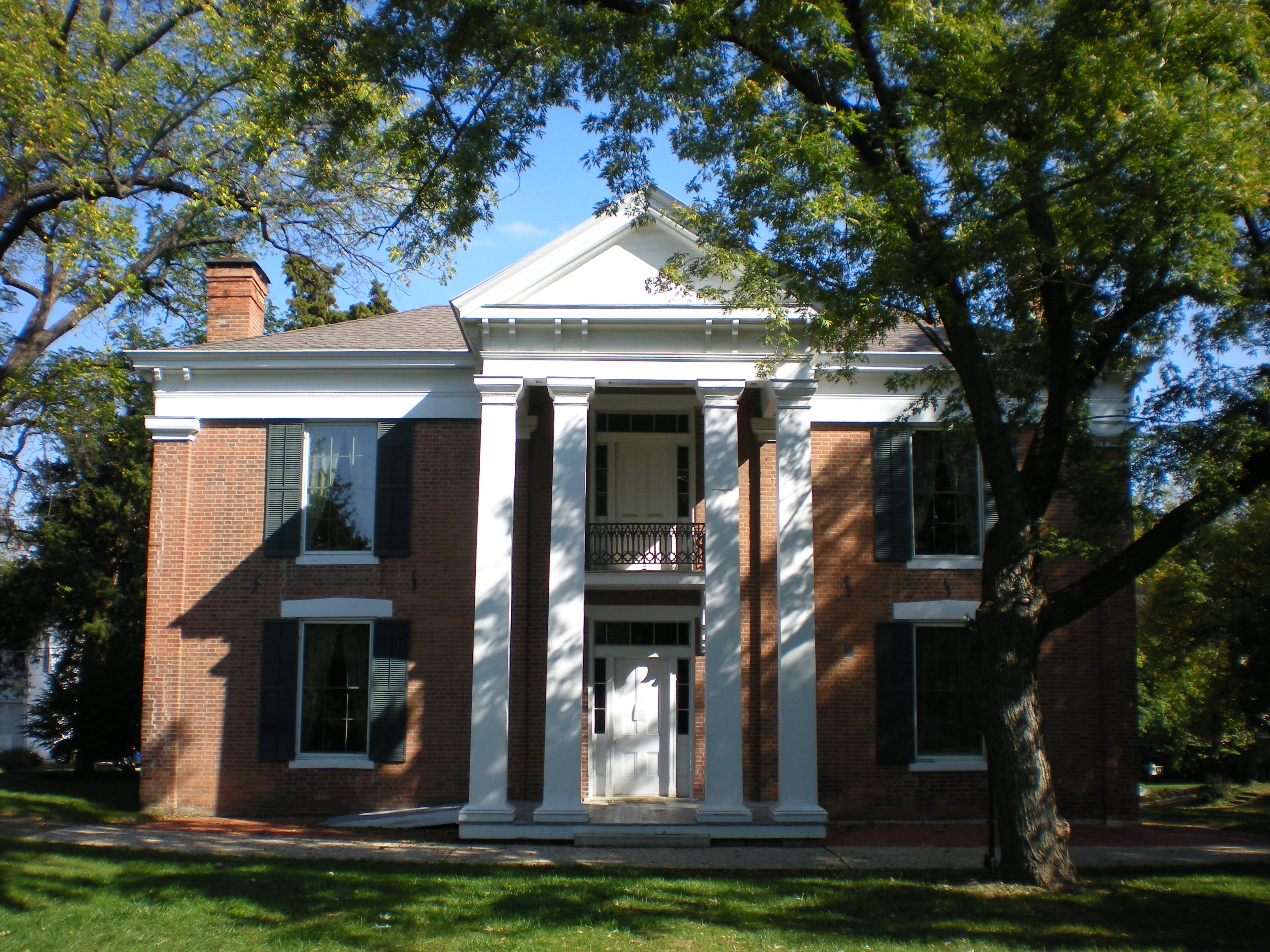
约翰·沃纳尔故居，曾被交战双方用作医院

堪萨斯州军区联邦司令塞缪尔·柯蒂斯从比尔·希科克这样的间谍那里打听到南军的动向，认识到了普莱斯的威胁。于是，柯蒂斯将他的部队组成一支军队，命名为边境军。詹姆斯·布朗特（James G. Blunt）从印第安战场上被召回来，负责指挥主要由志愿兵和一些堪萨斯民兵组成的第1师。柯蒂斯最初只招募到大约4,000名志愿兵。他要求堪萨斯州州长托马斯·卡尼（Thomas Carney）召集州民兵来加强他的队伍。卡尼州长怀疑这是柯蒂斯试图在选举临近之时将民兵从他们的选区带走。卡尼最初对远在密苏里州的普莱斯部队毫不在意，觉得他们并不对堪萨斯州造成威胁。但是，当普莱斯向西转向杰斐逊城后，卡尼做出了让步，令乔治·迪特兹勒（George Dietzler）少将指挥着一个堪萨斯民兵师加入了柯蒂斯的边境军。

## 指挥权纷争
根据布朗特少将的命令（第2号战场总令），威廉·H·M·菲什贝克（William H.M. Fishbeck）准将和他的民兵部队由志愿军上校查尔斯·W·布莱尔（Charles W. Blair）指挥。菲什贝克因为自己需要听命于一名军阶更低的志愿军军官而大为光火。由于堪萨斯州法律规定民兵应由民兵军官指挥，菲什贝克无视了布伦特的命令。布伦特逮捕并拘留了菲什贝克，直到柯蒂斯下令释放他。获释后，菲什贝克恢复了堪萨斯民兵团的指挥权，并接受来自布伦特少将的命令。这种相当麻烦的安排使菲什贝克直接指挥隶属于第1师第3旅的民兵部队，而查尔斯 · 布莱尔则全面指挥该旅，形成了“旅中之旅”。布莱尔和菲什贝克率领民兵参与了西港的行动，战役结束后参与了对普莱斯的追击，直到柯蒂斯下令民兵部队返回堪萨斯。

## 交战

### 序幕

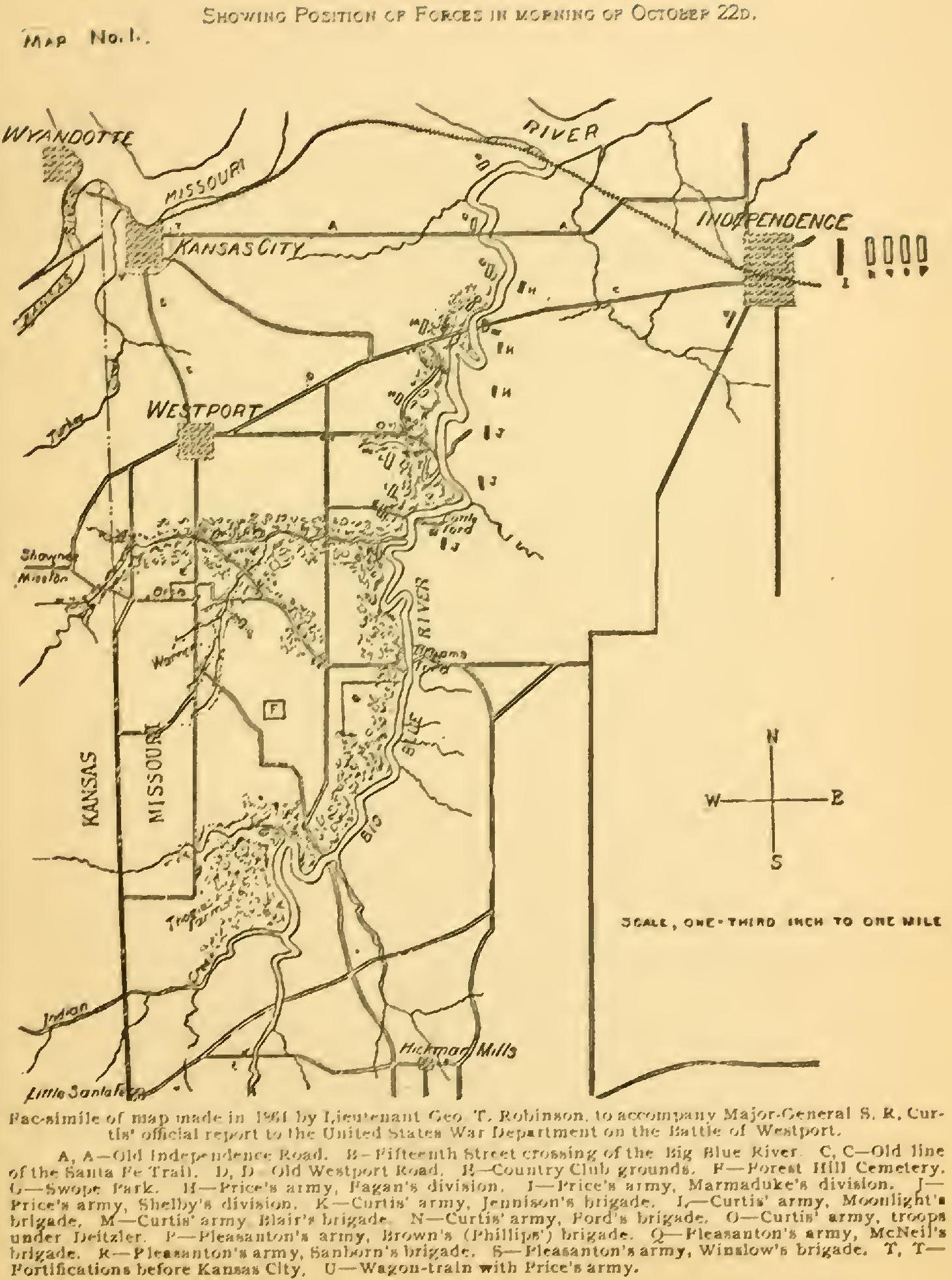
10月22日上午的部队位置

10月19日，柯蒂斯将大部分自己的第1师都派到了詹姆斯·布朗特将军手下，在堪萨斯城以东约40英里的列克星敦与联盟军对峙。布朗特无法阻止普莱斯，但减慢了他前进的速度，并收集了有关联盟军的情报。10月21日，在小蓝河河畔，前往阻击的布朗特同样被迫退后，但依然减缓了普莱斯的脚步，使得在普莱斯身后追击他的阿尔弗雷德·普里森顿（Alfred Pleasonton）指挥的联邦骑兵师缩短了他们和联盟军之间的距离。翌日，在独立城发生了进一步的战斗，普莱斯再次获得了胜利。快六十岁的柯蒂斯已经不再拥有年轻时的战斗欲，但由于布伦特将军的积极，柯蒂斯决定在西港以南再次进行阻击。布伦特亲自监督了位于小镇南部、垂直于堪萨斯州界的布拉什溪防线的建设。
普莱斯知道在他前方和后方的敌军，对方总力量与他相比接近三比一，因此他决定依次解决对手。他决定首先在西港袭击柯蒂斯的军队。普赖斯几乎与他的对手一样高龄，他将交战的指挥权交给了下属乔·谢尔比（Jo Shelby）将军。普赖斯拥有约500辆货车和5,000头牛，他首先需要找到一处浅滩，以便让补给车队渡过蓝河。22日，约翰·S·马尔马杜克（John S. Marmaduke）指挥的师在拜拉姆（Byram）浅滩强行渡河，然后在西岸占据要点，以抵御后方普里森顿的联邦骑兵。谢尔比和詹姆斯·法根（James Fagan）指挥下的另外两个师则准备在第二天沿着布拉什溪进攻布朗特，希望能在普里森顿到达前击败他。

### 布拉什溪的行动
布朗特预计到了普莱斯即将来临的进攻，他将自己的三个旅沿着布拉什溪排布，而查尔斯·布莱尔指挥的第四个旅还在从堪萨斯城过来的途中。在沃纳尔巷（现为沃纳尔路）以东是霍巴特·福特（J. Hobart Ford）的旅。沃纳尔巷以西是查尔斯·詹尼森（Charles Jennison）的旅，并有炮兵支援。两个骑兵团填补了詹尼森和堪萨斯州/密苏里州际线之间的空缺。与詹尼森成直角的是托马斯·穆莱特（Thomas Moonlight）的旅，他们与国界线平行。穆莱特在其位置上可以支援詹尼森，或者进攻同盟军侧翼。
23日破晓，布朗特派遣詹尼森和福特的轻步兵跨越冰冷的布拉什溪，战斗打响。联盟军爬上山脊，在南部的一处空地上开始了与同盟军的交战。于此同时，谢尔比和法根收到普莱斯的命令，要将柯蒂斯抵御在西港的前面。谢尔比发起了反击，在杰夫·汤普森（M. Jeff Thompson）率领的著名的铁旅的带领下，联盟军将联邦军赶回了小溪对岸。穆莱特旅遭受了重大的打击，他们不得不回撤到布拉什溪西岸的高地上（今韦斯特伍德），而詹尼森旅几乎撤退到了西港的街道上。此时看来，联盟军似乎可以捱过这一天。
但是事实并非如此。谢尔比的部队弹药用尽，仍停留在布拉什溪以南的高地上。在这个关键时刻，布莱尔上校的旅到达了，同时柯蒂斯听到了普里森顿骑兵在附近的拜拉姆浅滩与联盟军交战的声音。他的精神为之一振，骑马到前线，亲自指挥布莱尔的部队，从詹尼森的西边展开战斗。在布莱尔带领下，加强的联邦士兵再次冲过小溪，但又被击退并撤退到北岸。
柯蒂斯决定在叛军的其他地方寻找薄弱环节，探索除正面攻击外的选择。他的侦察员找到了一位名叫乔治·托曼（George Thoman）的当地农民。由于联盟军前一天晚上偷走了他的马，他渴望帮助联邦政府。托曼向柯蒂斯指示了一条峡谷，这条峡谷被天鹅溪切开，一直到延续到谢尔比左翼附近。柯蒂斯亲自指挥他的总部护卫部队和威斯康星第9炮兵队通过这条峡谷。同时，布朗特继续缓慢地在布拉什溪向詹尼森和福特推进。威斯康星第9炮兵队向联盟军的侧翼和后方开火，布朗特的士兵们受到鼓舞，向山脊上冲锋，但谢尔比的士兵们顽强地进行了反击，随后双方在开阔的草地上开始了拉锯战。联邦军逐渐占了上风，将谢尔比的旅慢慢推回了沃纳尔小屋。

### 浅滩之战

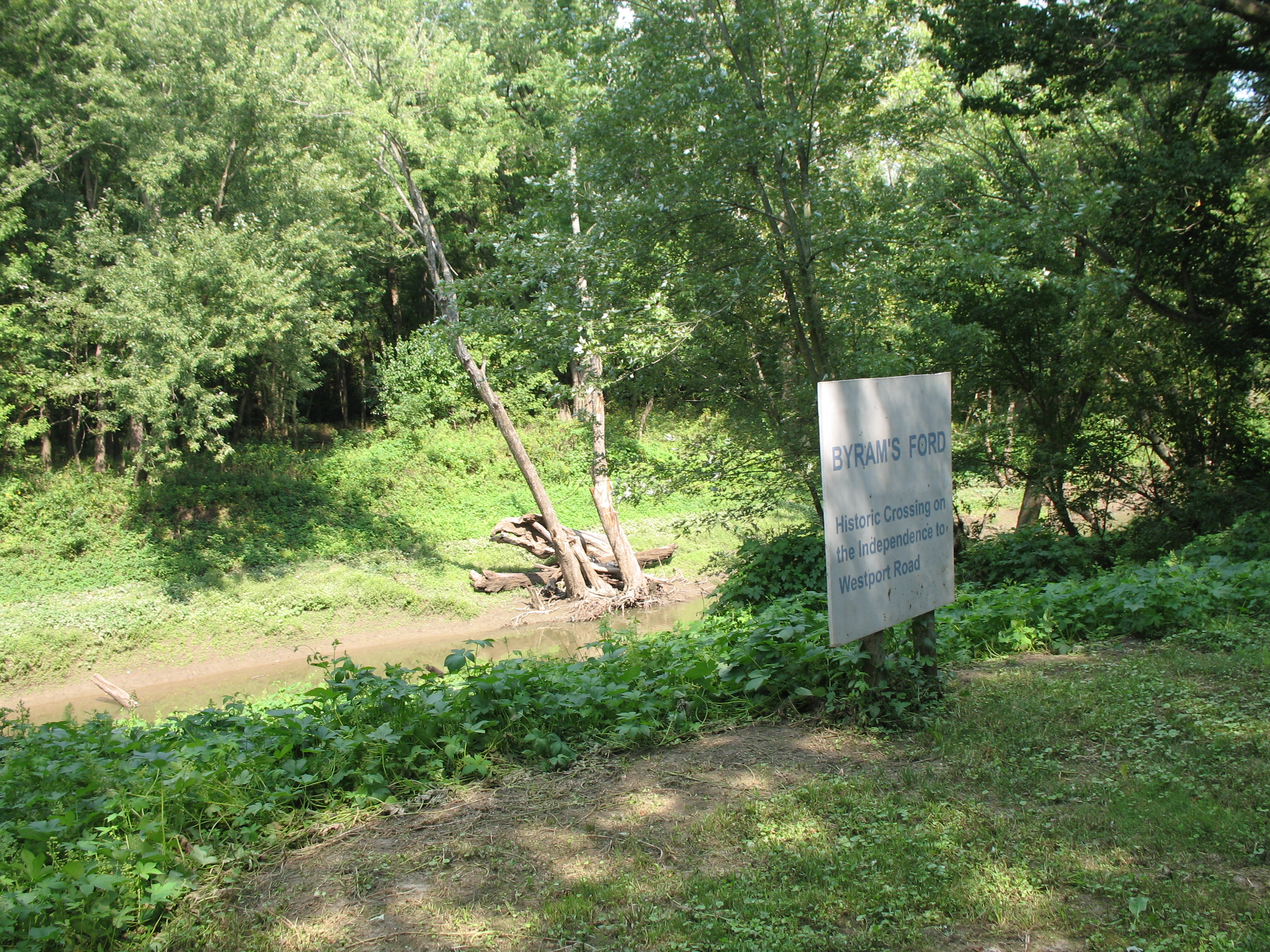
拜拉姆浅滩

当谢尔比和费根遭受冲击的时候，马尔马杜克领导下的普莱斯后卫也在在拜拉姆浅滩遭受了类似的命运。普莱斯的一个师在22日（战斗前一天）渡过了浅滩，迫使那里的联邦守卫者退居西港。马尔马杜克将军随后在河西岸建立了自己的防线，以抵御从东边压过来的普里森顿的骑兵。如果普里森顿现在可以强渡蓝河，他将有能力威胁普莱斯的军队及其补给。
从23日上午8:00开始，马尔马杜克的师被普里森顿的三个旅攻击。邦联最初守住了阵地。联邦旅的一名指挥官埃格伯特·布朗（Egbert B. Brown）准将停止了进攻。因为不服从命令，他被普里森顿下令逮捕。普里森顿的另一个旅长，爱德华·温斯洛（Edward F. Winslow）上校受了伤，被弗雷德里克·本廷（Frederick Benteen）中校接任，后者后来在小大角战役声名鹊起。尽管经历了这些挫折，联邦士兵仍在11:00之前占领了西岸，马尔马杜克撤退了。布朗的旅（现由约翰·菲利普（John F.Philips）上校领导）在渡河时，遭到了马尔马杜克大炮的猛烈攻击。他们渡过后，便在一片空地上向马尔马杜克发起冲锋。这场冲锋中，来自密苏里州和阿肯色州的联邦军士兵与来自同样州的联盟军展开了拼杀。马尔马杜克被迫退回，与谢尔比和法根合兵。布朗特向已合并的联盟军发起炮击。
就在联盟军主力军在两侧都遭到猛烈的打击时，普里森顿的第四个旅在约翰·麦克尼尔（John McNeil）准将的领导下，向守卫在希克曼磨坊（Hickman Mills）附近另一浅滩的威廉·刘易斯·卡贝尔（William Lewis Cabell）指挥下邦联旅发起了进攻。麦克尼尔的旅将联盟军驱离了浅滩，赶上了河对岸。现在，联邦部队从三个不同的方向开始朝普莱斯聚拢。

### 联盟军撤退
在詹尼森上校的追击下，联盟军沿着森林山以南的道路（今天的格雷戈里大道）撤回了他们的最后一道防线。到这个时候，已经有30门联邦大炮对付剩下的唯一的联盟大炮。詹姆斯·H·麦基（James H McGhee）上校的阿肯色骑兵冲下伍纳尔巷，企图夺取一门正在展开的联邦火炮。堪萨斯第15骑兵团的柯蒂斯·约翰逊（Curtis Johnson）上尉看到了对方的进攻，立即发起拦截。约翰逊和麦基亲自交锋，用左轮手枪互射。两位指挥官都受了重伤，但活了下来。战斗持续进行，直到联邦增援部队的到来让炮台得到保卫。

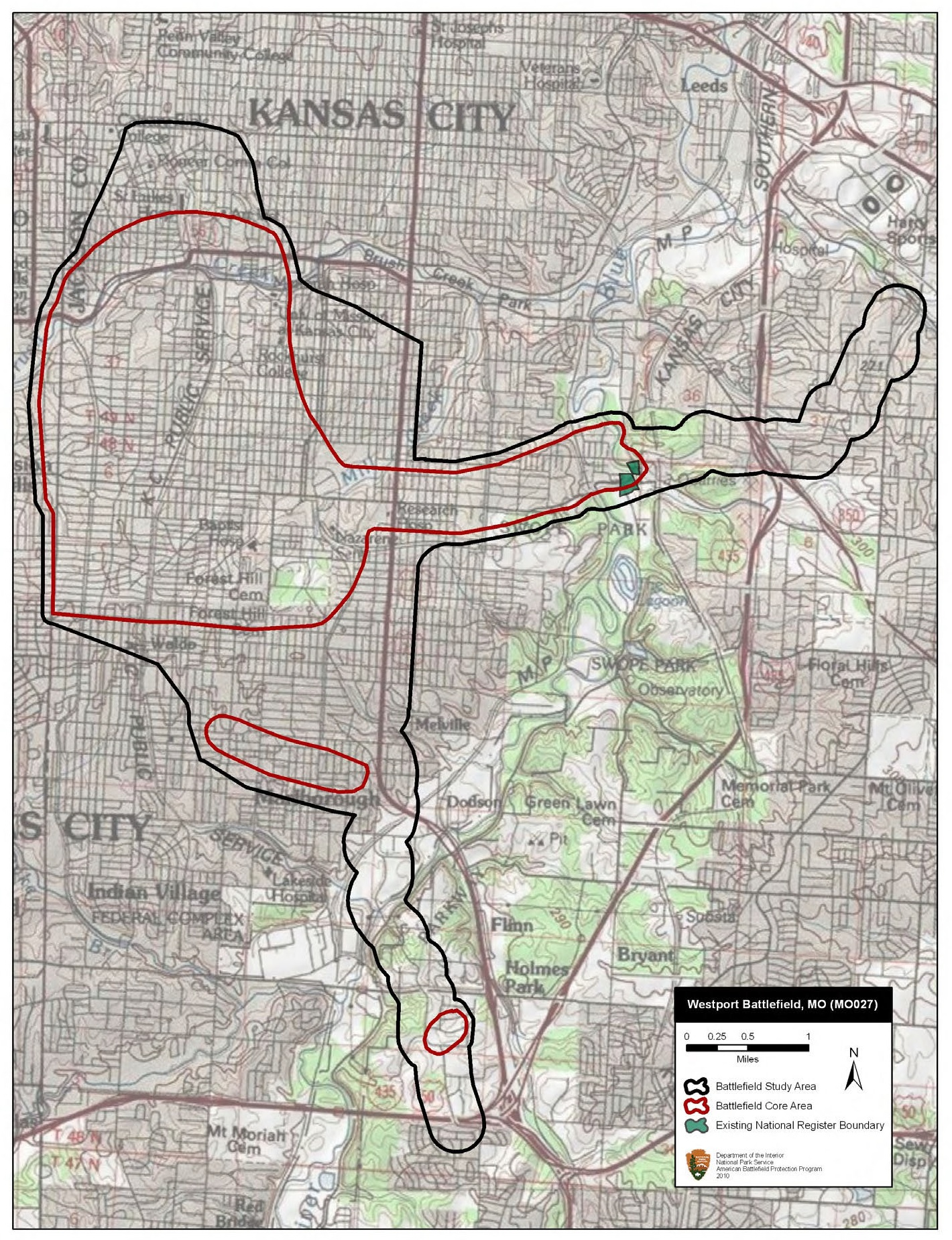
美国战地保护计划的西港战场核心和研究区域地图

谢尔比派遣西德尼·杰克曼（Sidney D. Jackman）上校带领一个旅去保护他的供给车队。但是车队已经在普赖斯的命令下转移了。杰克曼被法根将军拦下，法根将军让他警惕刚穿过东部大蓝河集结起来的骑兵（普里森顿的部队）。看到普里森顿接近了邦联的侧翼和后方后，柯蒂斯将军下令，以布莱尔和詹尼森的旅为先锋，整个联邦军阵线开始总攻。此时，谢尔比只剩下汤普森的铁旅来进行防守。当普里森顿的一支炮兵部队赶到并发起支援时，汤普森的联盟军终于溃败下来。
普莱斯的士兵在草地上纵火，制造烟雾幕以掩盖他们的撤退。目击者报告说，道路上到处是撤退的叛军散落的物品。
第二天，布朗特和普里森顿开始追击普莱斯的残部。他们将追着普莱斯穿过堪萨斯州和密苏里州南部，与他在梅里德辛河、Mine Creek、Marmiton River以及纽托尼亚交战，迫使普莱斯撤入印第安领地，经由德克萨斯回到阿肯色州。1864年11月1日，远征结束时，普莱斯的兵力剩下不到6,000人，远不及一开始的12,000人。

### 结果
西港战役是密西西比河以西最大的战役之一，有3万多名士兵参与其中。联盟的胜利结束了普莱斯的密苏里州远征，因此这场战斗被称为“西部的葛底斯堡战役”。战役结束后，柯蒂斯写信给亨利·W·哈雷克（Henry W. Halleck）说：“在西港的胜利是决定性的。”这个被不断争夺的边境州进入联盟的牢牢控制之下，一直到战争结束。
尽管没有能够擒获普莱斯或他的军队的残部，联邦军依然迫使密苏里军在未来无法进行任何重大行动。普莱斯攻势成为联盟国在跨密西西比州战场的最后一次尝试。
根据凯尔·西尼西斯（Kyle S. Sinisi）关于普莱斯攻势的著作《最后的呼喊》（ The Last Hurrah），历史学家长期以来夸大了1864年10月21日至23日在西港周围的战斗中造成的人员伤亡。辛尼西（Sinisi）的最新估计是，到10月23日，总计战死、受伤或被俘的人数，联盟军损失了361人，联盟军510人。但是，大多数参考文献估计总共有3,000人伤亡，包括约1,500名联邦军和1,500名联盟军。另一个主要来源估计，联邦军的伤亡人数为400人，联盟军的伤亡人数为1000至1500人。

## 知名参战者
战役的一些参与者在后来以其他方式赢得了全国声誉，布法罗·比尔·科迪在堪萨斯第7骑兵团（“詹尼森的Jayhawkers”）中担任列兵。比尔·希柯克（Wild Bill Hickock）担任柯蒂斯将军的侦察员。弗雷德里克·本廷（Frederick Benteen ）曾在拜拉姆浅滩担任一个旅指挥官，随后将在小大角战役与乔治·卡斯特作战。来自山区的约翰·“食肝”·约翰逊（通常称为耶利米·约翰逊）在战前在美国海军服役，并于1864年2月24日“从圣路易斯的仓库”加入了科罗拉多骑兵团第3军团A连。带着那个团，他在西港战役中为联邦而战。
有三名西港战役的联邦军官在战后担任过州长：塞缪尔·克劳福德（Samuel J. Crawford）担任堪萨斯州州长，而约翰·劳里·贝弗里奇（John Lourie Beveridge）担任伊利诺伊州州长。托马斯·西奥多·克里滕登（Thomas Theodore Crittenden）曾任密苏里州州长，后来被安葬在曾经是普莱斯从西港撤退期间的战场的森林山公墓。后来的堪萨斯州财务官戴维·赫弗勒伯（David H. Heflebower）在堪萨斯民兵团中服役，他在堪萨斯州帮助成立了人民党，并曾是绿背党和后来的工会劳动党（Union Labor Party）的领导人。吉姆·兰恩（ Jim Lane）参议员和塞缪尔·C·波莫罗（Samuel C. Pomeroy）参议员在战役中担任柯蒂斯的参谋，而未来的美国参议员普雷斯顿·布鲁姆（Preston B. Plumb）和埃德蒙·罗斯（Edmund G. Ross）在战役中担任联邦军军官。
密苏里州的前副州长托马斯·雷诺（Thomas C. Reynolds）加入进了普莱斯的参谋部，以图在普莱斯的军队占领杰斐逊城后，可以被任命为密苏里州邦联政权的州长。普莱斯在战前曾担任密苏里州长，而马尔马杜克在战后担任过州长。

## 纪念

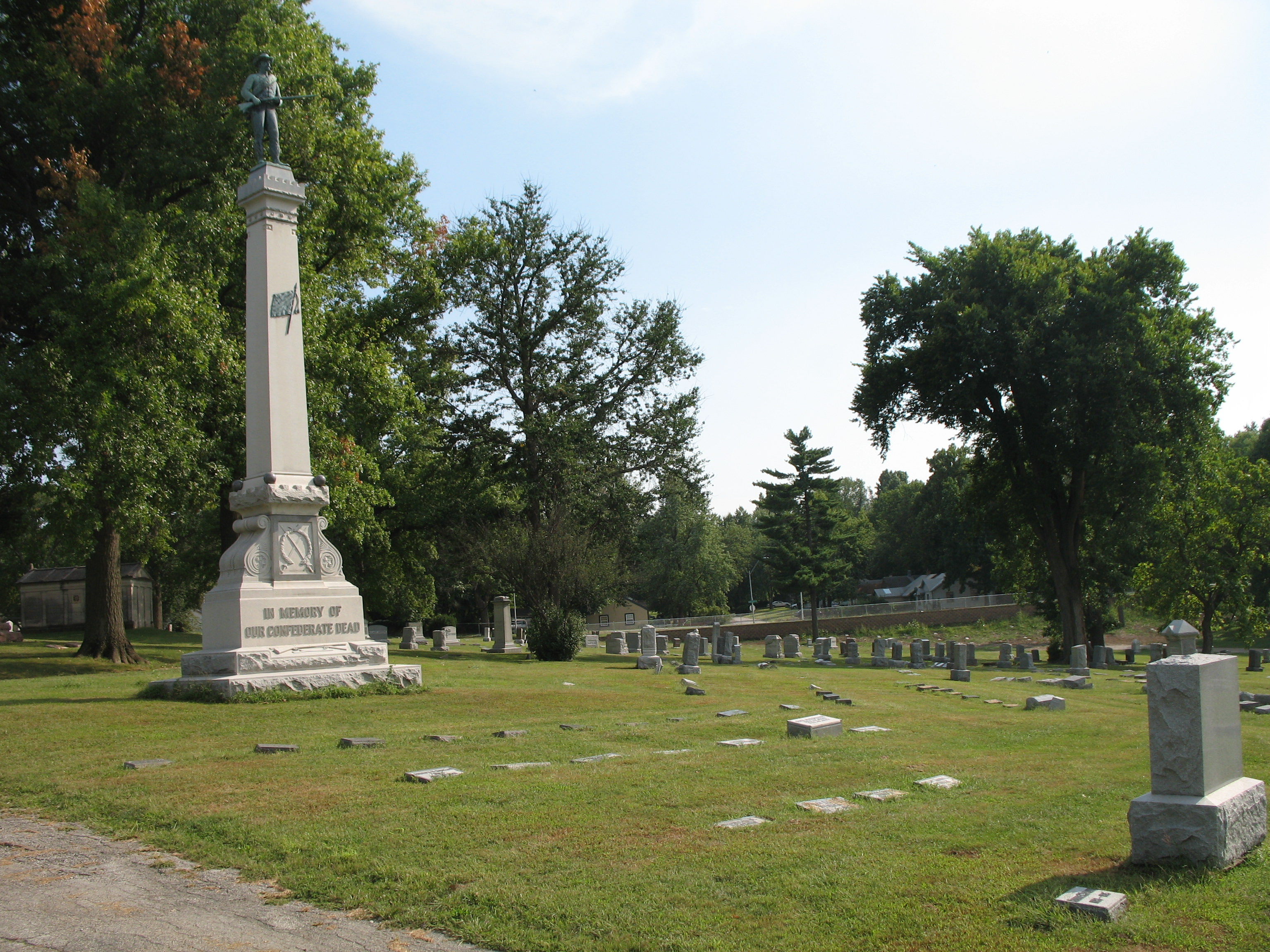
堪萨斯城森林山公墓内的邦联死者纪念碑。约瑟夫·谢尔比葬在纪念碑旁；Waldo P. Johnson葬在纪念碑的后面。

尽管今天在堪萨斯城各处都有许多纪念西港战役某些方面的标志和信息牌，但战役主纪念碑位于乡村俱乐部广场以南的日落山附近。由于主战场的中心包括当今的鲁斯公园和彭布罗克山学校的一部分高层建筑（沃纳尔），因此纪念馆位于鲁斯公园的南端，靠着西55街。
位于Swope公园的西港博物馆和游客中心之战，描绘了三天战斗中士兵和平民的经历。
西港之战自驾路线从堪萨斯城最古老的建筑——凯利西港酒店开始。它由一系列信息牌组成，每个站点一个，提供了战役的详细历史记录和下一站点的方向。自助游览的站点包括在战役中曾作为医院的沃纳尔小屋，以及森林山公墓——约瑟夫·谢尔比将军麾下“铁旅”的许多士兵和军官（包括谢尔比将军本人）的最后安息之地。
堪萨斯城的特雷赛德中心博物馆（Trailside Center Museum）有一些与战役有关的展品和研究资料。

## 战场保护
对西港战役的纪念始于20世纪初。1906年，当地历史学家保罗·詹金斯（Paul Jenkins）发表了《西港战役》。1912年，人们在斯沃普公园（Swope Park）重新演绎了拜拉姆浅滩的战斗。 1920年代，在密苏里河谷历史学会的克里滕登（H·H·Crittenden）领导下，当地制定了一项计划，以保护现今的鲁斯公园和拜拉姆浅滩附近的西港战场。克里滕登的父亲是托马斯·克里滕登（Thomas Crittenden）上校，在拜拉姆浅溪战斗中率领一支联合骑兵旅，后来担任过密苏里州州长。堪萨斯市市长和议会通过了认可这些地点的法令。此后，美国国会于1924年提出一项法案，拟成立一个国家军事公园。这项努力后来失败了，纪念活动也停止了数年。

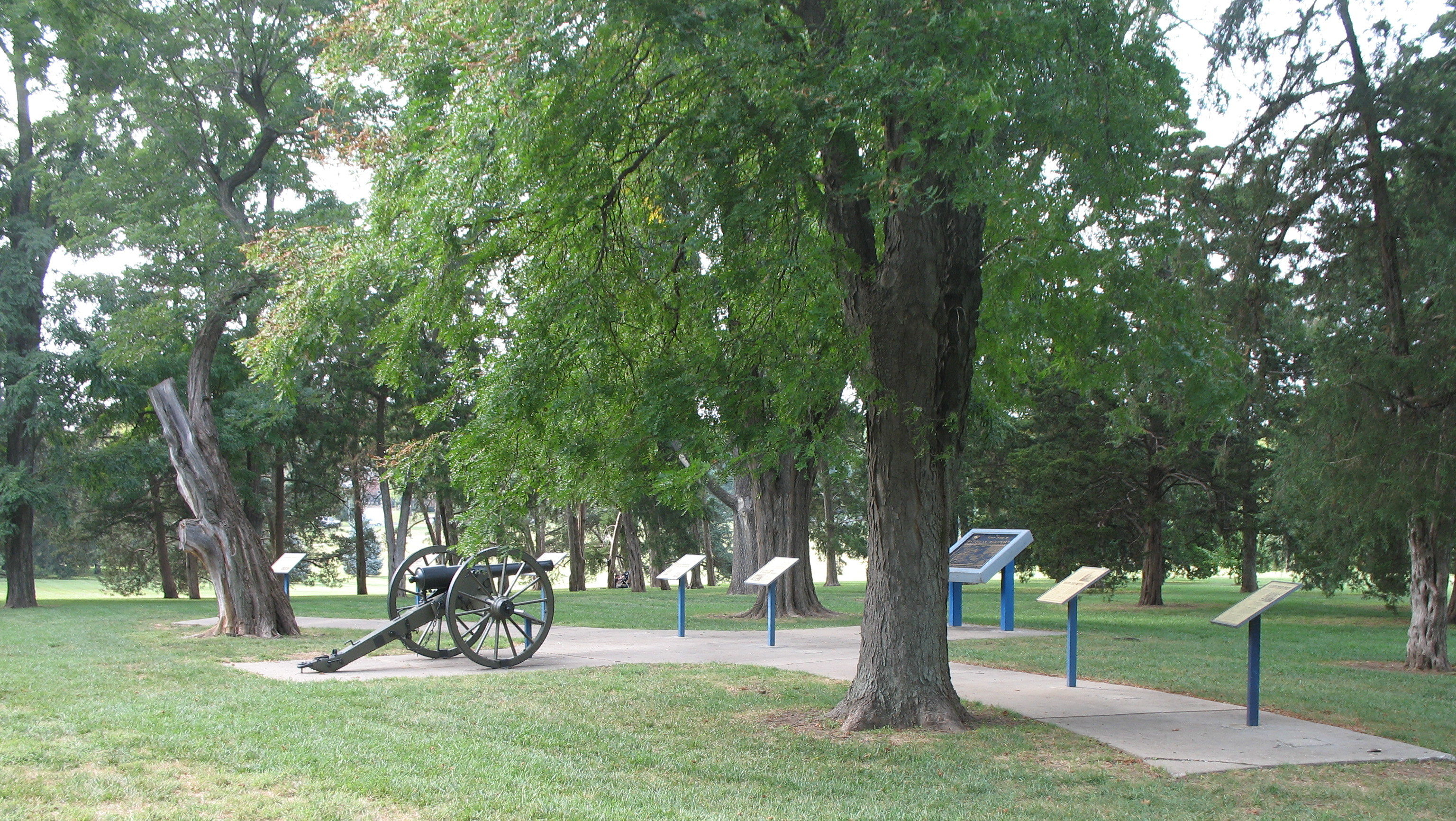
鲁斯公园内的大炮。据说普莱斯从这里的树林中观看了这场战斗。早已消失的“将军树”多年来一直是这里的地标

1958年，在内战一百周年前夕，由包括前总统哈里·杜鲁门担任成员的“堪萨斯城内战圆桌会议”成立。圆桌会议成员霍华德·蒙内特（Howard N. Monnett）博士对“西港之前的行动”进行了研究，并发表了大量讲话。他写的同名著作于1964年出版，恰逢西港战役的百年纪念。到1979年，蒙内特基金会（Monnett Fund）的创始者们成功募集到资金，在25个地点竖立起永久性标志物，并设计了一条自驾游览路线。1989年，基金会收购了50英畝（200,000平方）的西港战场土地，包括拜拉姆浅滩在内的战场由此被收录入国家史迹名录。该地于1995年4月被移交给堪萨斯城市公园部门。在1996年的一次考古调查中，人们在拜拉姆浅滩及其周边地区发现了来自西港战役的文物。

## 腳註
1. ↑  . Gettysburg of the West.   [2021-01-24]. （原始内容存档于2021-01-30） （英语）.
2. ↑  也有人将葛洛雷塔山口战役（英语：Battle of Glorieta Pass）称为“西部的葛底斯堡战役”
3. ↑  .   [2009-12-04]. （原始内容存档于2010-01-14）.
4. ↑  Monnett p.44-45
5. ↑  . Civil War on the Western Border: The Missouri-Kansas Conflict, 1854-1865. 2013-04-22  [2019-05-30]. （原始内容存档于2020-11-01） （英语）.
6. ↑  Kyle S. Sinisi, The Last Hurrah: Sterling Price's Missouri Expedition(Rowman & Littlefield, 2015), p. 257.
7. ↑  . Civil War on the Western Border: The Missouri-Kansas Conflict, 1854-1865. 2013-04-22  [2020-09-14]. （原始内容存档于2020-11-01） （英语）.
8. ↑  . American Battlefield Trust.   [2020-09-14]. （原始内容存档于2020-11-26） （英语）.
9. ↑   (PDF). Battle of Westport.   [2020-09-14]. （原始内容存档 (PDF)于2018-04-04） （英语）.
10. ↑  Lee p.71
11. ↑  . Battle of Westport.   [18 October 2017]. （原始内容存档于2020-11-12）.
12. ↑  .   [15 July 2013]. （原始内容存档于2016-03-30）.
13. ↑  . Kansas City Star. August 31, 2010  [2021-01-24]. （原始内容存档于2006-11-28）.
14. ↑  Kansas City Star, September 6, 1912. As described in the Monnett Battle of Westport Fund Interpretive and Development Plan.
15. ↑  .   [2021-01-24]. （原始内容存档于2020-11-01）.
16. ↑  .   [2021-01-24]. （原始内容存档于2007-09-28）.